# Damiano Pippi
Damiano Pippi (Perugia, 23 agosto 1971) è un ex pallavolista italiano, di ruolo schiacciatore o libero.

## Caratteristiche tecniche
Nonostante un'altezza non eccezionale per la disciplina, salì alla ribalta agli esordi come schiacciatore per poi reinventarsi con successo nella seconda parte di carriera come libero, il primo nella storia della pallavolo italiana; un ruolo in cui seppe esprimersi al meglio grazie a un'ottima ricezione, fondamentale che ne farà tra i migliori giocatori italiani sottorete della sua generazione.

## Carriera

### Giocatore

#### Club

Pippi (in piedi, terzo da destra) agli esordi con la spoletina Marconi nella stagione 1988-1989

Pippi (accosciato, primo da destra) nella modenese Daytona della stagione 1993-1994, vittoriosa in Coppa Italia.

Esordì in Serie A1 nel 1988 con la maglia della Marconi di Spoleto, emergendo nel ruolo di schiacciatore. Nel 1990 si trasferì a Modena, al tramonto dell'epoca della Panini; rimase nella città emiliana per il successivo quadriennio, ottenendo come migliore risultato il terzo posto nella regular season 1993-1994 e, nella stessa stagione, la vittoria della Coppa Italia. Nell'estate del 1994 fu prelevato dalla Gabeca, militando a Montichiari per una stagione prima di un triennio al Petrarca di Padova.
Tra il 1997 e il 1998, in coincidenza con l'introduzione nella pallavolo del libero, l'ex martello Pippi, principalmente per volere nell'allora commissario tecnico azzurro Bebeto, si specializzò in questo nuovo ruolo e, nonostante l'iniziale ritrosia, ne diventerà uno dei migliori interpreti in campo nazionale e internazionale.
Il cambio di ruolo coincise anche con i maggiori successi della carriera. Seguì infatti un biennio al Treviso con cui vinse nel 1999 il campionato italiano, la Coppa dei Campioni e la Supercoppa europea; tuttavia proprio nella finale play-off per lo Scudetto fu vittima di un grave infortunio che gli farà saltare gran parte della stagione successiva. Tra il 2000 e il 2006 visse invece una seconda esperienza a Modena, ottenendo in maglia gialloblù un nuovo titolo italiano nella stagione 2001-2002 e la Coppa CEV dell'edizione 2003-2004.
Chiuse la carriera tornando nella sua città natale, accasandosi al Perugia, dove giocò fino al 2010 partecipando nell'ultima stagione al successo in Challenge Cup, rimasto l'unico trofeo della società umbra.

#### Nazionale
Conta 277 presenze nella nazionale italiana tra il 1993 e il 2004, con cui ha preso parte alla vittoriosa epopea della generazione di fenomeni conquistando, tra gli altri, il titolo mondiale del 1994 e l'argento olimpico ad Atene 2004, più tre successi in World League e due all'Europeo oltreché affermazioni nella Grand Champions Cup, nella World Top Four e nella Coppa del Mondo.

### Dopo il ritiro
Una volta ritiratosi dalla pallavolo si è dato al tennis, nel quale grazie alle ottime capacità atletiche compete a un discreto livello.

## Palmarès

### Club

#### Competizioni nazionali
- Campionato italiano: 2

1998-1999, 2001-2002
- Coppa Italia: 1

1993-1994
- Supercoppa italiana: 1

1998

#### Competizioni internazionali
- Champions League: 1

1998-1999
- Coppa Cev / Challenge Cup: 2

2003-2004, 2009-2010
- Supercoppa europea: 1

1999

### Individuale
- 1993 - World League: Miglior difensore
- 1997 - Miglior ricezione Campionato Italiano
- 1998 - Miglior ricevitore Campionato Italiano
- 2002 - Miglior difensore Final four Coppa CEV
- 2006 - Serie A1: Miglior ricezione
- 2007 - Serie A1: Miglior ricezione
- 2008 - Serie A1: Miglior ricezione
- 2009 - Serie A1: Miglior ricezione
- 2010 - Challenge Cup: MVP